# 上海华隆进出口公司
上海華隆進出口公司，中國機械工業集團有限公司及國機資產管理公司聯營機構，是在1993年當時由中國工程與農業機械進出口總公司成立，主要業務结构以食品包装成套设备出口、汽车检修成套设备出口以及机床关键零部件进口。
1999年，被中國機械工業集團有限公司收購本集團，已被國務院批准。